# 24 de agosto
24 de agosto é o 236.º dia do ano no calendário gregoriano (237.º em anos bissextos). Faltam 129 dias para acabar o ano.

## Eventos históricos

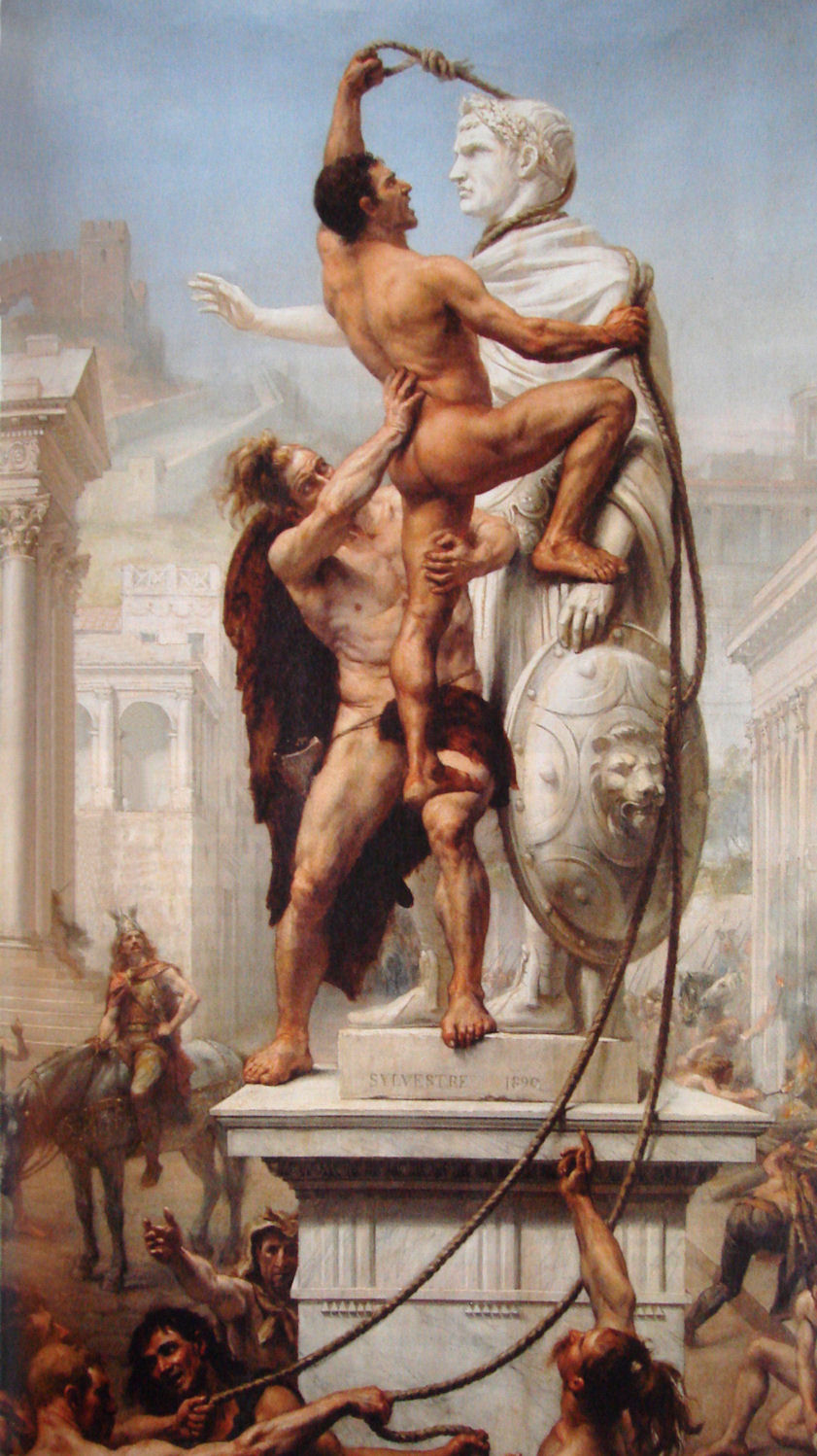
410: Início do Saque de Roma pelos visigodos

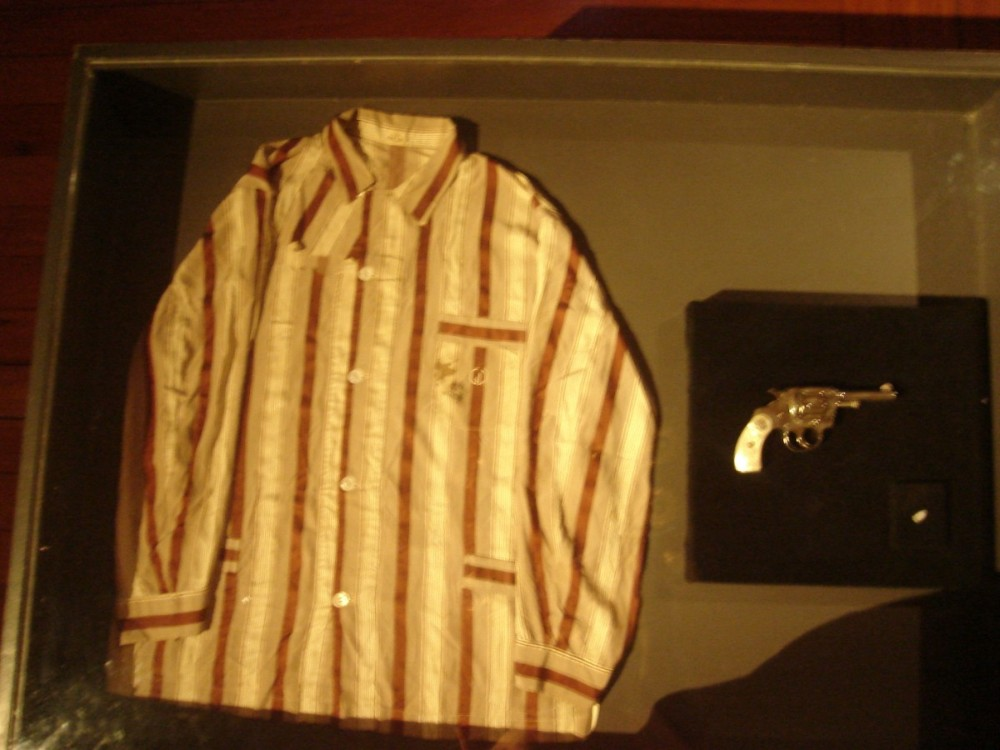
1954: Pijama e revólver usados por Getúlio Vargas na noite de sua morte

- 0079 — Erupção do Monte Vesúvio: o Monte Vesúvio entra em erupção, destruindo Pompeia, Herculano, Estábia e Oplontis. A marinha romana (baseada em Miseno), comandada por Plínio, o Velho, evacua os refugiados. Plínio morre após inalar vapores vulcânicos.
- 0367 — Graciano, filho do imperador romano Valentiniano I, é nomeado coaugusto aos oito anos de idade por seu pai.
- 0394 — É escrito o Grafito de Esmet-Akhom, a última inscrição conhecida em hieróglifos egípcios.
- 0410 — Os visigodos sob comando do rei Alarico começam a saquear Roma.
- 0455 — Os vândalos, liderados pelo rei Genserico, começam a saquear Roma. O Papa Leão I pede a Genserico que não destrua a cidade antiga nem mate seus cidadãos. Concorda e os portões de Roma são abertos. No entanto, os vândalos roubam uma grande quantidade de tesouros.
- 1185 — Saque de Tessalônica pelos normandos.
- 1200 — Rei João da Inglaterra, signatário da primeira Magna Carta, casa-se com Isabel de Angoulême na catedral de Bordeaux.
- 1215 — Papa Inocêncio III emite uma bula pontifícia declarando a Magna Carta inválida.
- 1339 — Celebração do casamento do herdeiro do trono português D. Pedro, o Justiceiro, com Constança Manuel.
- 1349 — Seis mil judeus são mortos em Mainz depois de serem culpados pela peste bubônica.[1]
- 1516 — O Império Otomano sob o comando de Selim I derrota o Sultanato Mameluco e captura o que hoje é a Síria na Batalha de Marj Dabiq.
- 1561 — Guilherme de Orange se casa com a duquesa Ana da Saxônia.
- 1608 — O primeiro representante oficial inglês na Índia desembarca em Surat.
- 1643 — Uma frota holandesa estabelece uma nova colônia nas ruínas de Valdivia no sul do Chile.[2]
- 1662 — O Livro de Oração Comum de 1662 é legalmente aplicado como a liturgia da Igreja da Inglaterra.
- 1812 — Guerra Peninsular: uma coalizão de forças espanholas, britânicas e portuguesas consegue erguer o cerco de dois anos e meio de Cádis.
- 1814 — Tropas britânicas invadem Washington, D.C. e durante a Batalha de Washington, a Casa Branca, o Capitólio e muitos outros edifícios são incendiados.
- 1815 — Assinada a moderna Constituição dos Países Baixos.
- 1820 — Tem início a Revolução liberal do Porto.
- 1821 — Assinado o Tratado de Córdoba em Córdoba, no atual Veracruz, México, concluindo a Guerra da Independência do México.
- 1857 — Começa o Pânico de 1857, desencadeando uma das crises econômicas mais severas da história dos Estados Unidos.
- 1870 — A Expedição de Wolseley chega a Manitoba para acabar com a Rebelião de Red River.
- 1909 — Os trabalhadores começam a despejar concreto para o Canal do Panamá.
- 1911 — Manuel de Arriaga é eleito e empossado como primeiro Presidente da República Portuguesa.
- 1914
  - Primeira Guerra Mundial: termina a Batalha de Cer, a primeira vitória dos Aliados na guerra.
  - Primeira Guerra Mundial: as tropas alemãs capturam Namur.
- 1929 — Segundo dia do massacre de dois dias em Hebron durante os tumultos na Palestina de 1929: ataques árabes à comunidade judaica em Hebron no Mandato Britânico da Palestina, resultam na morte de 65 a 68 judeus; os judeus restantes são forçados a fugir da cidade.
- 1932 — Amelia Earhart torna-se a primeira mulher a voar sem escalas nos Estados Unidos (de Los Angeles a Newark, Nova Jersey).
- 1936 — Criação do Território Antártico Australiano.
- 1937
  - Guerra Civil Espanhola: o Exército Basco rende-se ao Corpo Truppe Volontarie italiano após o Acordo de Santoña.
  - Guerra Civil Espanhola: proclama-se em Gijón o Conselho Soberano das Astúrias e Leão.
- 1938 — Incidente de Kweilin: um avião de guerra japonês abate o Kweilin, um avião civil chinês, matando 14 pessoas. É o primeiro caso registrado de um avião civil sendo abatido.[3]
- 1941 — Adolf Hitler ordena a cessação do programa sistemático de eutanásia T4 da Alemanha Nazista de doentes mentais e deficientes devido a protestos, embora os assassinatos continuem pelo restante da guerra.
- 1944 — Segunda Guerra Mundial: as tropas aliadas começam o ataque a Paris.
- 1949 — Entra em vigor o tratado que cria a Organização do Tratado do Atlântico Norte (OTAN).
- 1954 — Getúlio Vargas, presidente do Brasil, comete suicídio. Seu vice, Café Filho, assume a presidência.
- 1960 — Acidente do Rio Turvo: 59 estudantes morrem em um acidente perto de Guapiaçu, quando o ônibus em que viajavam cai de uma ponte no rio Turvo.
- 1963 — Crise budista: como resultado dos ataques ao Pagode Xá Lợi, o Departamento de Estado dos EUA envia um telegrama à Embaixada dos Estados Unidos em Saigon para encorajar os generais do Exército da República do Vietnã a lançar um golpe contra o presidente Ngô Đình Diệm se não removesse seu irmão Ngô Đình Nhu.
- 1967 — Liderado por Abbie Hoffman, o Partido Internacional da Juventude interrompe temporariamente a negociação na Bolsa de Valores de Nova York, jogando notas de dólar da galeria de visualização, fazendo com que as negociações parassem enquanto os corretores lutavam para pegá-las.
- 1970 — Manifestantes da Guerra do Vietnã executam um atentado ao Sterling Hall na Universidade de Wisconsin-Madison, levando a uma caçada internacional aos perpetradores.[4]
- 1971 — O Aeroporto da Horta (Açores) é inaugurado na Freguesia de Castelo Branco, na Ilha do Faial.
- 1981 — Mark Chapman é condenado à prisão perpétua pelo assassinato de John Lennon.
- 1989 — Tadeusz Mazowiecki é escolhido como o primeiro primeiro-ministro não comunista na Europa Central e Oriental.
- 1991
  - Mikhail Gorbachev renuncia ao cargo de chefe do Partido Comunista da União Soviética.
  - A Ucrânia declara-se independente da União Soviética.
- 1992
  - A CPI que investiga corrupções e desvios no governo de Fernando Collor de Mello aponta ligações entre o Presidente e sua família com o ex-tesoureiro Paulo César Farias, no chamado "Esquema PC". Iniciam-se os processos de impeachment.
  - O Furacão Andrew chega a terra firme em Homestead, Flórida, como um furacão de categoria 5.
- 1995 — É lançado ao público, na América do Norte, o sistema operacional Microsoft Windows 95.
- 1998 — É testada no Reino Unido a primeira implantação humana de identificação por radiofrequência (RFID).
- 2006 — A União Astronômica Internacional (UAI) redefine o termo "planeta" de tal forma que Plutão é agora considerado um planeta anão.
- 2010 — O voo 8387 da Henan Airlines, um Embraer E190, cai no aeroporto de Yichun Lindu em Yichun, Heilongjiang, China, matando 44 das 96 pessoas a bordo.[5]
- 2012 — Anders Behring Breivik, autor dos atentados na Noruega em 2011, é condenado a 21 anos de prisão preventiva.[6]
- 2016 — Um sismo atinge a região central da Itália com uma magnitude de 6,2, com tremores secundários até Roma e Florença.
- 2023 — Arábia Saudita, Argentina, Egito, Emirados Árabes Unidos, Etiópia e Irã aderem ao grupo dos BRICS.
- 2024 — O atentado em Barsalogho um ataque terrorista perpetrado pelo Jama'at Nasr al-Islam wal Muslimin, deixou centenas de mortos.

## Nascimentos

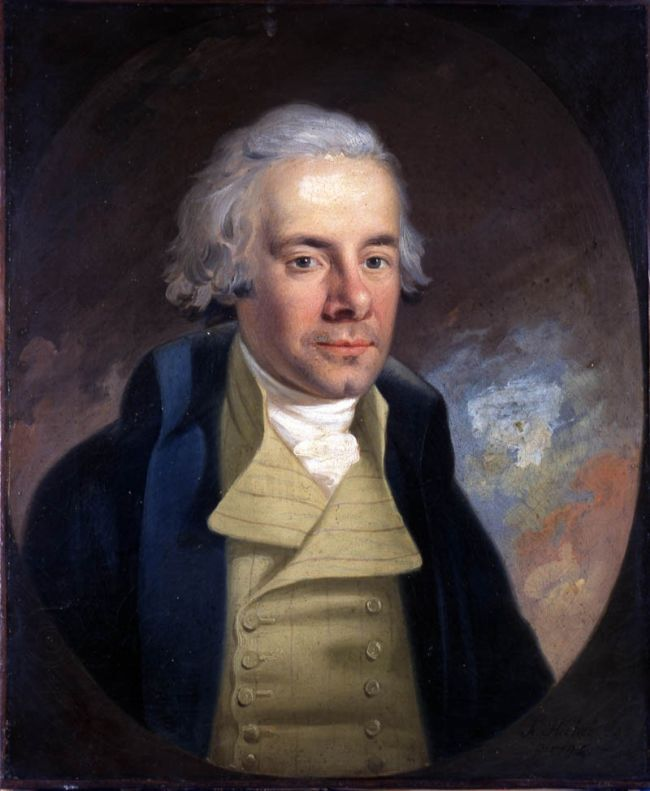
William Wilberforce

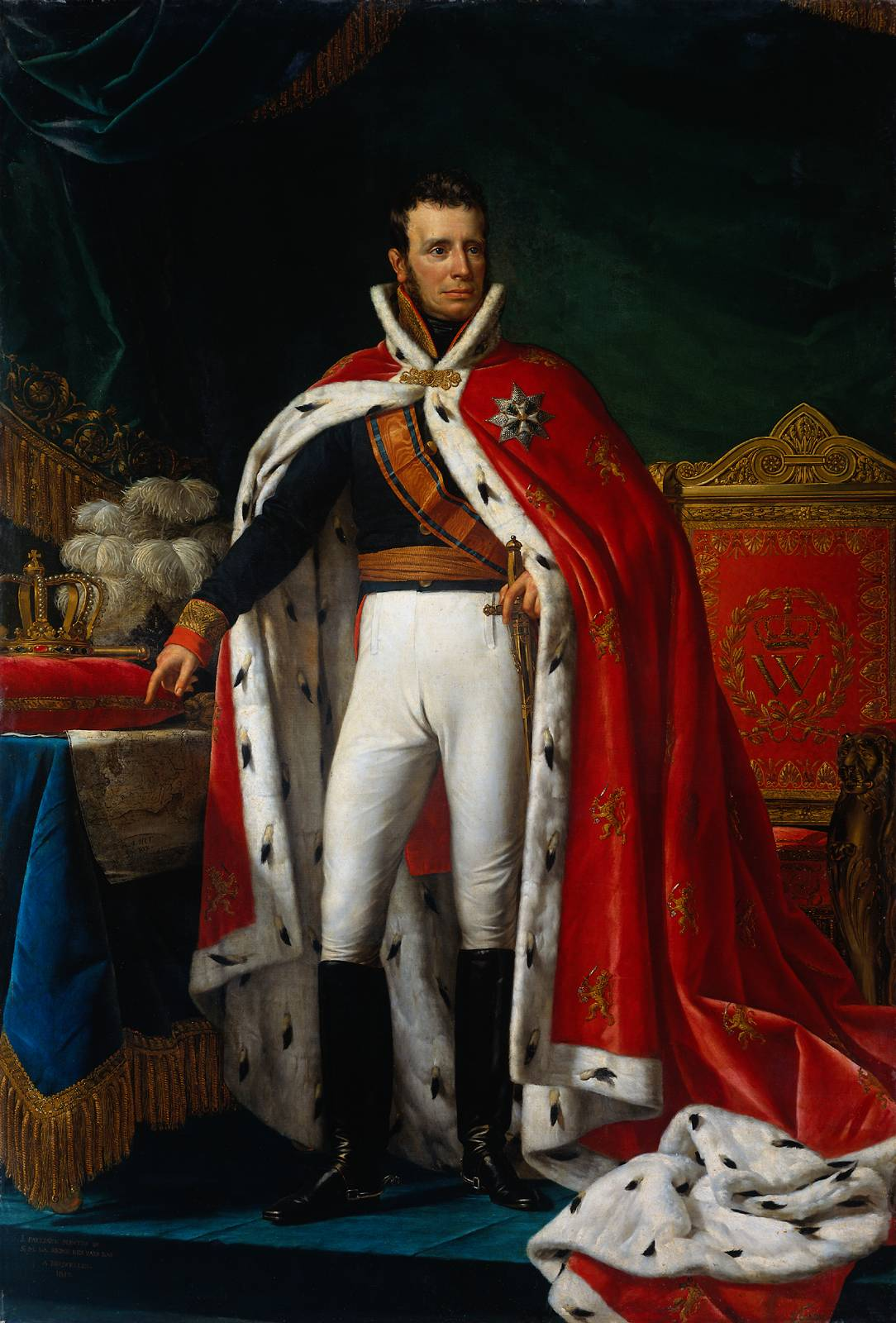
Guilherme I dos Países Baixos

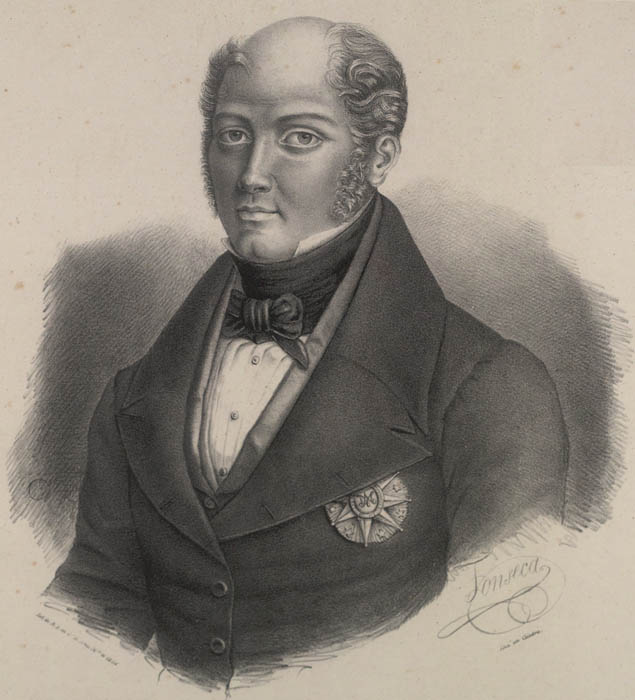
Joaquim António de Aguiar

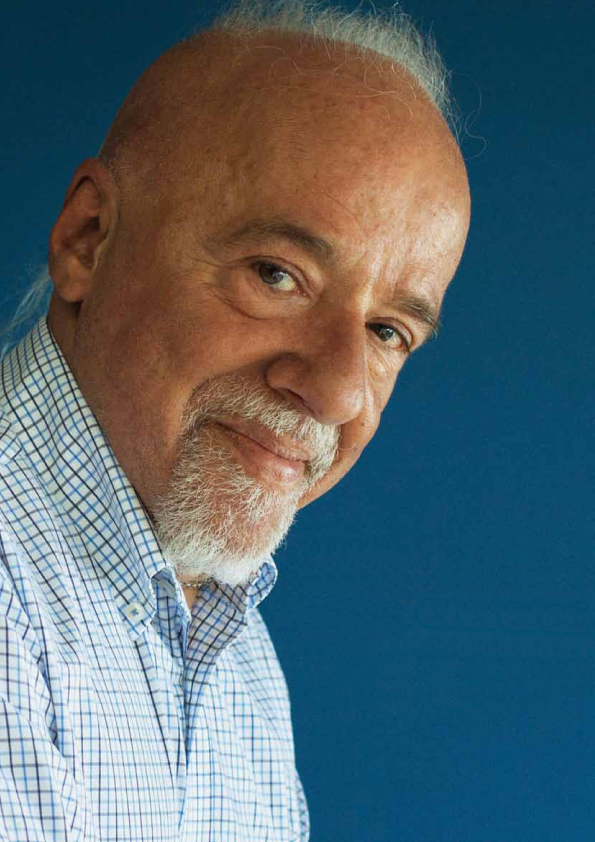
Paulo Coelho

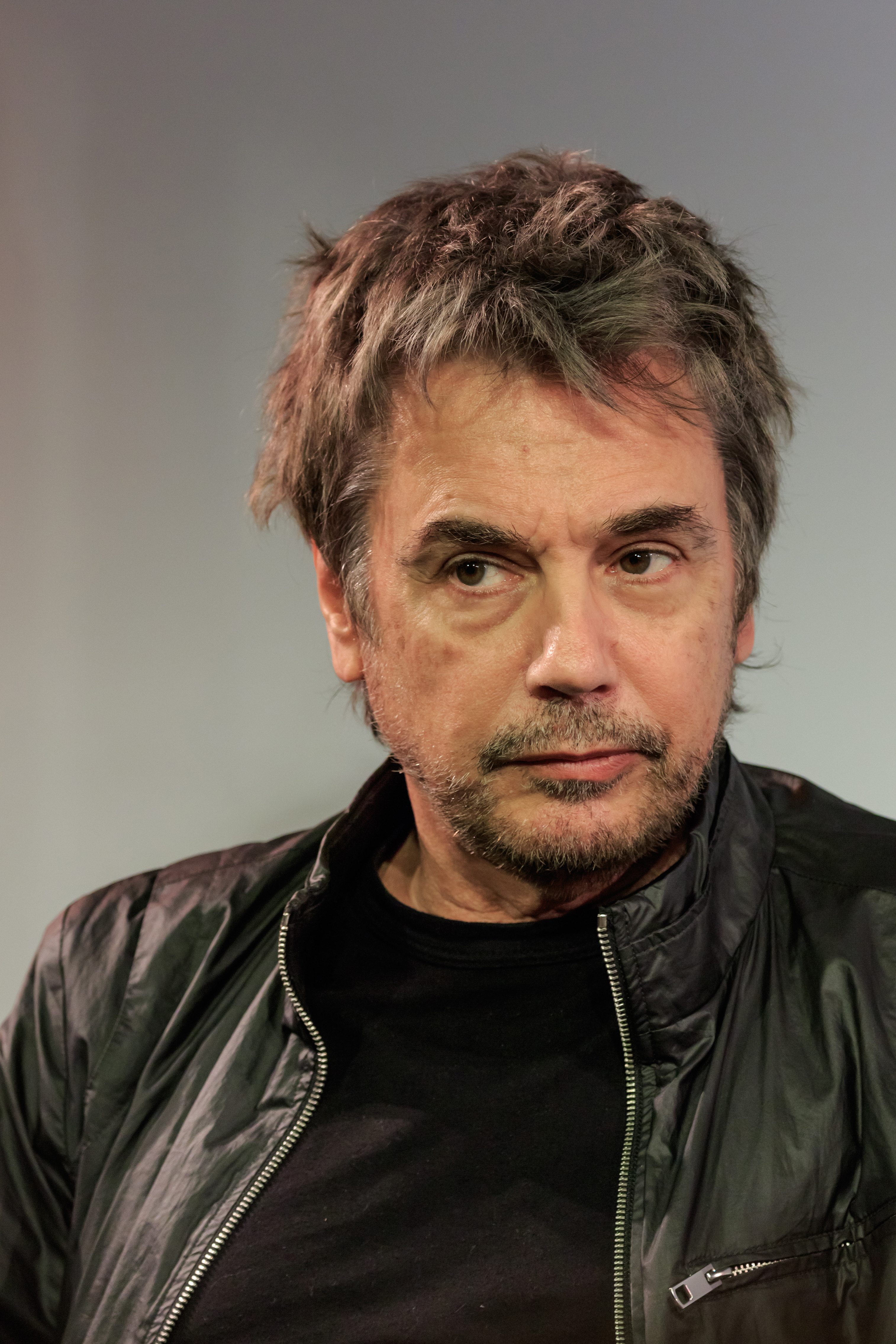
Jean Michel Jarre

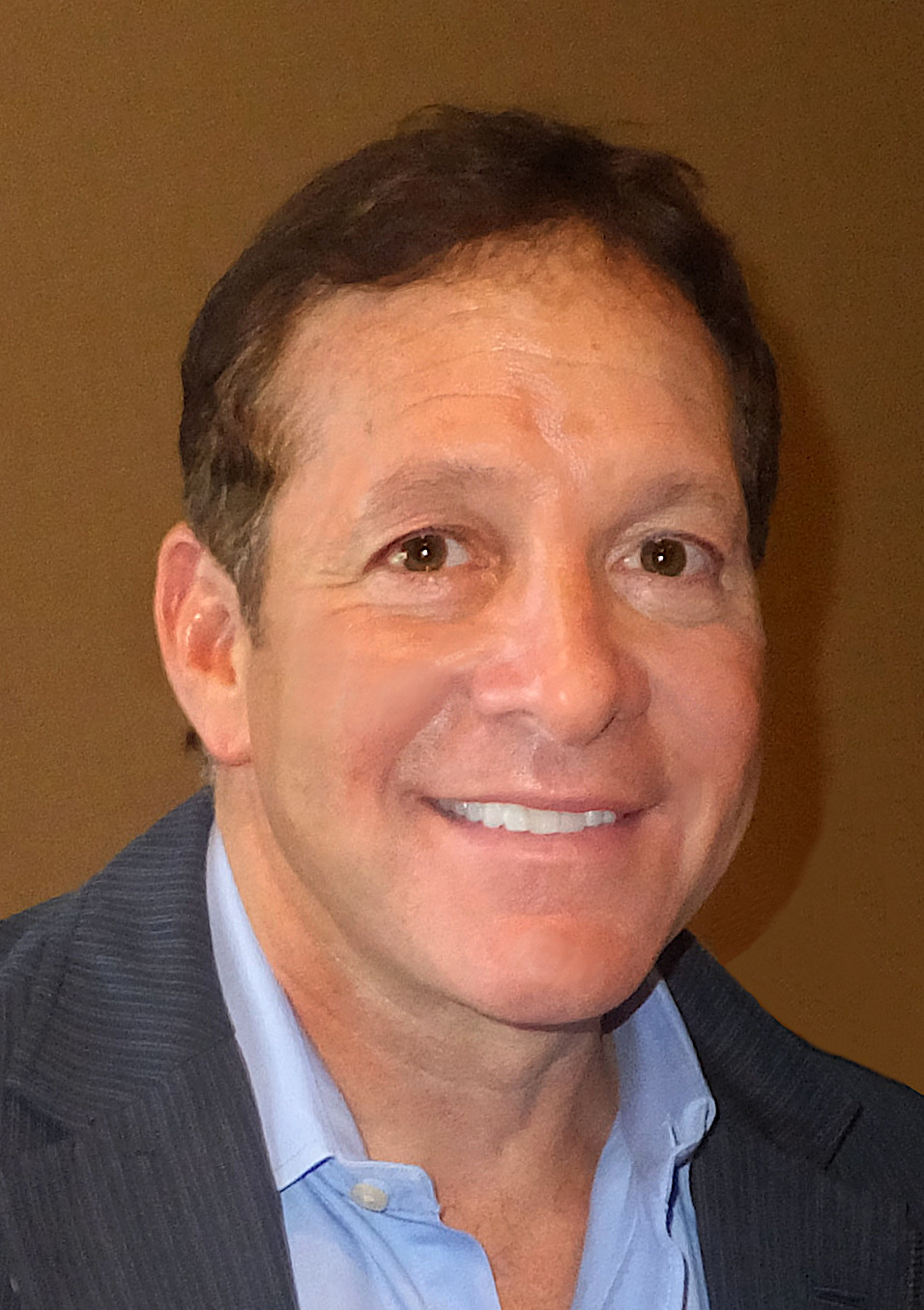
Steve Guttenberg

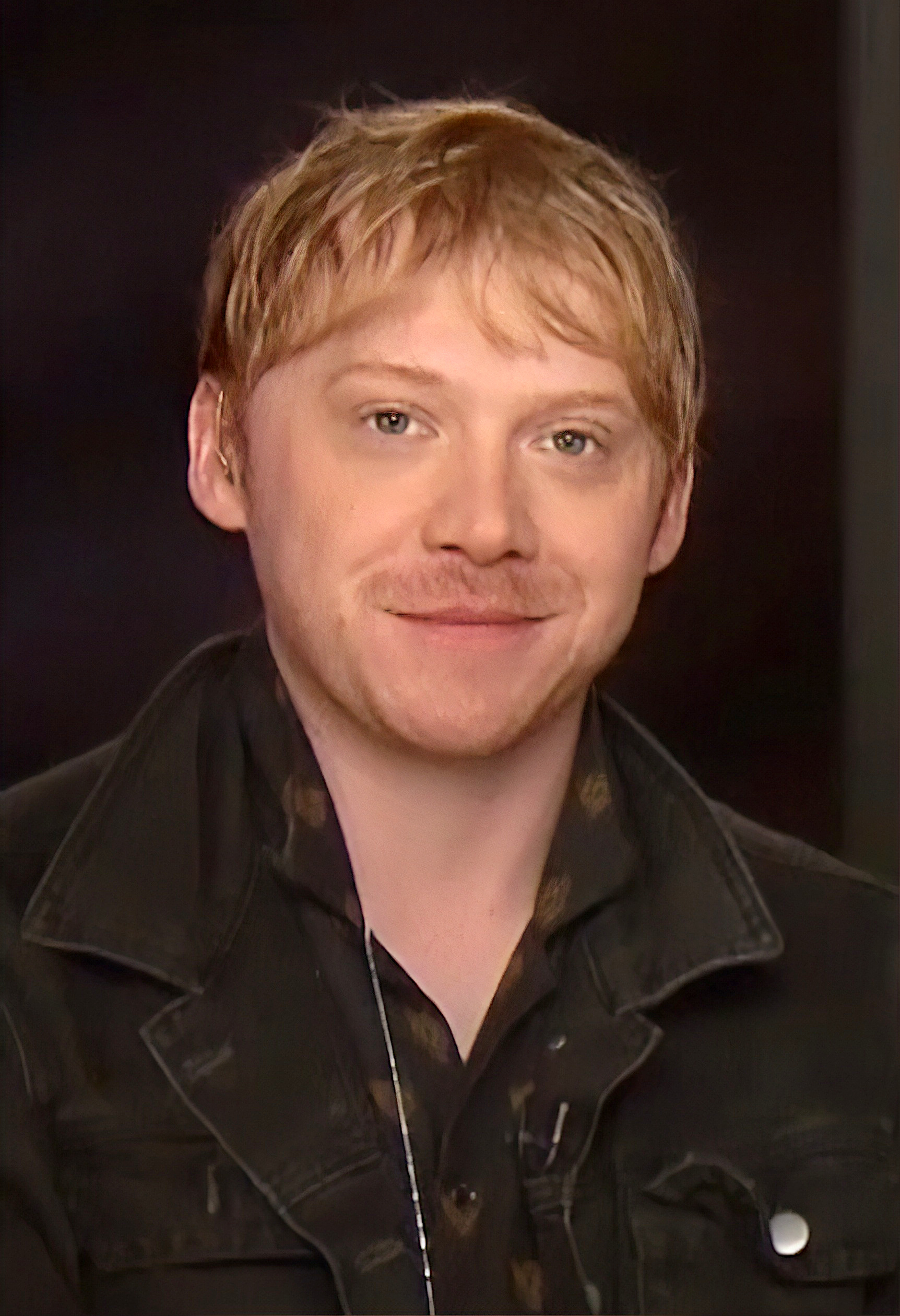
Rupert Grint

### Anterior ao século XIX
- 1113 — Godofredo V, Conde de Anjou (m. 1151).
- 1198 — Alexandre II da Escócia (m. 1249).
- 1358 — João I de Castela (m. 1390).
- 1393 — Artur III, duque da Bretanha (m. 1458).
- 1498 — João, Príncipe Herdeiro da Saxónia (m. 1537).
- 1552 — Lavinia Fontana, pintora italiana (m. 1614).
- 1556 — Sophie Brahe, horticultora e astrônoma dinamarquesa (m. 1643).
- 1750 — Maria Letícia Ramolino, nobre italiana (m. 1836).
- 1759 — William Wilberforce, político e filantropo britânico (m. 1833).
- 1772 — Guilherme I dos Países Baixos (m. 1843).
- 1758 — Sofia Frederica de Mecklemburgo-Schwerin (m. 1794).
- 1792 — Joaquim António de Aguiar, político português (m. 1884).

### Século XIX
- 1808 — William Lindsay Alexander, teólogo e líder religioso britânico  (m. 1884).
- 1824 — Antonio Stoppani, geólogo e estudioso italiano (m. 1891).
- 1831 — Augusto, Duque de Dalarna (m. 1873).
- 1862 — Zonia Baber, geógrafa e geóloga norte-americano (m. 1956).
- 1865 — Fernando I da Romênia (m. 1927).
- 1880 — Herbert J. Yates, executivo estadunidense da área cinematográfica (m. 1966).
- 1890 — Duke Kahanamoku, surfista, nadador e ator estadunidense (m. 1968).
- 1895 — Richard Cushing, cardeal estadunidense (m. 1970).
- 1899
  - Jorge Luis Borges, escritor argentino (m. 1986).
  - Albert Claude, biologista belga (m. 1983).

### Século XX

#### 1901–1950
- 1905 — Siaka Stevens, político serra-leonês (m. 1988).
- 1907 — Oswaldo Arthur Bratke, arquiteto brasileiro (m. 1997).
- 1911 — Michel Pablo, líder trotskista greco-egípcio (m. 1996).
- 1916
  - Léo Ferré, músico e poeta monegasco (m. 1993).
  - Ruy de Freitas, jogador brasileiro de basquete (m. 2012).
- 1920 — Alex Colville, pintor canadense (m. 2013).
- 1921 — Sam Tingle, automobilista zimbabuano (m. 2008).
- 1922 — René Lévesque, estadista canadense (m. 1987).
- 1924 — Jimmy Gardner, ator britânico (m. 2010).
- 1929 — Yasser Arafat, líder palestino (m. 2004).
- 1934 — Kenny Baker, ator britânico (m. 2016).
- 1944
  - Paulo Leminski, poeta e escritor brasileiro (m. 1989).
  - Christine Chubbuck, jornalista estadunidense (m. 1974).
- 1945
  - Vince McMahon, empresário, promotor, e comentarista estadunidense de luta profissional.
  - Ronee Blakley, cantora, produtora musical e atriz estadunidense.Paulo Leminski 

Paulo Leminski

  - Marsha P. Johnson, transfeminista estadunidense (m. 1992).
- 1947 — Paulo Coelho, escritor e compositor brasileiro.
- 1948
  - Jean-Michel Jarre, compositor francês.
  - Sauli Niinistö, político finlandês.
- 1949
  - Paulo Guedes, político brasileiro.
  - Arnaldo Saccomani, produtor musical e multi-instrumentista brasileiro (m. 2020).

#### 1951–2000
- 1955
  - Mike Huckabee, político estadunidense.
  - Donizete Galvão, poeta e jornalista brasileiro (m. 2014).
- 1957 — Stephen Fry, ator, roteirista e produtor cinematográfico estadunidense.
- 1958 — Steve Guttenberg, ator estadunidense.
- 1960
  - Selma Reis, cantora e atriz brasileira (m. 2015).
  - Takashi Miike, cineasta japonês.
- 1962 — David Koechner, ator, cantor e comediante estadunidense.
- 1963
  - Hideo Kojima, designer de games japonês.
  - John Bush, cantor estadunidense.
- 1964
  - Luciane Adami, atriz brasileira.
  - Éric Bernard, ex-automobilista francês.
  - Carlos Hermosillo, ex-futebolista mexicano.
- 1965 — Fernando Roese, ex-tenista brasileiro.
- 1966 — Jon Sieben, ex-nadador australiano.
- 1967 — Fabio Weintraub, escritor brasileiro.
- 1968
  - Andreas Kisser, guitarrista brasileiro.
  - James Toney, pugilista estadunidense.
- 1969
  - Pierfrancesco Favino, ator italiano.
  - John Tobias, artista de histórias em quadrinhos, designer gráfico, designer de jogos e escritor estadunidense.
- 1970
  - Dan Henderson, lutador estadunidense de artes marciais mistas.
  - Tugay Kerimoğlu, ex-futebolista turco.
  - Guido Alvarenga, ex-futebolista paraguaio.
  - Eduardo Jiguchi, ex-futebolista boliviano.
  - Giovani, cantor brasilero.
- 1973
  - Carmine Giovinazzo, ator estadunidense.
  - Inge de Bruijn, nadadora neerlandesa.
  - Dave Chappelle, ator e comediante estadunidense.
- 1975
  - Rinaldo, futebolista brasileiro.
  - Carlos Eduardo Taddeo, rapper brasileiro.
  - Roberto Colombo, futebolista italiano.
- 1976
  - Fernanda Lara, cantora brasileira.
  - William Machado, ex-futebolista brasileiro.
  - Alex O’Loughlin, ator australiano.
  - Leandro Melino Gomes, futebolista brasileiro-azeri.
- 1977
  - Sofia Duarte Silva, atriz portuguesa.
  - Denílson, ex-futebolista brasileiro.
  - Robert Enke, futebolista alemão (m. 2009).
  - Cocito, ex-futebolista brasileiro.
  - John Green, escritor estadunidense.
- 1978 — James Obiorah, ex-futebolista nigeriano.
- 1979 — Orlando Engelaar, ex-futebolista neerlandês.
- 1980 — Rachael Carpani, atriz australiana.
- 1981 — Chad Michael Murray, ator estadunidense.
- 1982
  - José Bosingwa, futebolista português.
  - Kim Källström, futebolista sueco.
- 1983 — Leandro Domingues, futebolista brasileiro.
- 1984
  - Melissa Navia, atriz estadunidense.
  - Rebeca Gusmão, ex-nadadora brasileira.
  - Yesung, cantor sul-coreano.
- 1986
  - Miguel Samudio, futebolista paraguaio.
  - Fabiano Santacroce, futebolista ítalo-brasileiro.
- 1987 — Oleksandr Gladkiy, futebolista ucraniano.
- 1988
  - Rupert Grint, ator britânico.
  - Maya Yoshida, futebolista japonês.
- 1989 — Rocío Igarzábal, atriz e cantora argentina.
- 1990 — Juan Pedro Lanzani, ator e cantor argentino.
- 1991 — Stefan Bell, futebolista alemão.
- 1992 — Jemerson, futebolista brasileiro.
- 1993 — Maryna Zanevska, tenista ucraniana.
- 1996 — Rezende, youtuber brasileiro.
- 1998 — Joaquín Piquerez, futebolista uruguaio.
- 1999 — Alica Stuhlemmer, velejadora alemã.
- 2000 — Felipe Severo, ator brasileiro.

## Mortes

### Anterior ao século XIX
- 1042 — Miguel V, o Calafate, imperador bizantino (n. 1015).
- 1103 — Magno III da Noruega (n. 1073).
- 1507 — Cecília de Iorque, princesa de Inglaterra (n. 1469).
- 1540 — Parmigianino, pintor italiano (n. 1503).
- 1542 — Gasparo Contarini, diplomata e cardeal italiano (n. 1483).
- 1572 — Gaspar II de Coligny, almirante francês (n. 1519).
- 1770 — Thomas Chatterton, poeta britânico (n. 1752).

### Século XIX
- 1858 — Francis Edward Bache, organista e compositor britânico (n. 1833).
- 1882 — Luís Gama, jornalista e escritor brasileiro (n. 1830).

### Século XX
- 1902 — Margarida Sofia da Áustria (n. 1870).
- 1940 — Paul Nipkow, inventor alemão (n. 1860).
- 1943 — Eileen Sutherland-Leveson-Gower, Duquesa de Sutherland (n. 1891).
- 1954 — Getúlio Vargas, advogado e político brasileiro, 14.° e 17.º presidente do Brasil (n. 1882).
- 1965 — Amílcar Barbuy, futebolista brasileiro (n. 1893).
- 1979 — Hanna Reitsch, piloto de testes alemão (n. 1912).
- 1988 — Leonard Frey, ator norte-americano (n. 1938).
- 1990 — Victor Civita, jornalista e empresário italiano (n. 1907).
- 1997
  - Walter George Durst, teledramaturgo brasileiro (n. 1922).
  - Luigi Villoresi, automobilista italiano (n. 1907).
- 2000
  - Andy Hug, kickboxing suíço (n. 1964).
  - Bob McPhail, futebolista britânico (n. 1905).

### Século XXI
- 2001 — Jane Greer, atriz norte-americana (n. 1924).
- 2009 — Toni Sailer, esquiador alpino austríaco (n. 1935).
- 2012 — Félix Miélli Venerando, futebolista brasileiro (n. 1937).
- 2013 — Nílton de Sordi, futebolista brasileiro (n. 1931).
- 2014
  - Antônio Ermírio de Moraes, empresário brasileiro (n. 1928).
  - Leonid Stadnik, veterinário ucraniano (n. 1970).

## Feriados e eventos cíclicos
- Dia da Infância
- Dia do Artista
- Dia da Independência da Ucrânia

### Cristianismo
- Áurea de Óstia
- Bartolomeu, o Apóstolo
- Joana Antida Thouret
- Maria Micaela do Santíssimo Sacramento

## Outros calendários
- No calendário romano era o 9.º dia (IX) antes das calendas de setembro.
- No calendário litúrgico tem a letra dominical E para o dia da semana.
- No calendário gregoriano a epacta do dia é i.